# Goldbachia tetragona
Goldbachia tetragona là một loài thực vật có hoa trong họ Cải. Loài này được Ledeb. mô tả khoa học đầu tiên năm 1822.